# Volânia

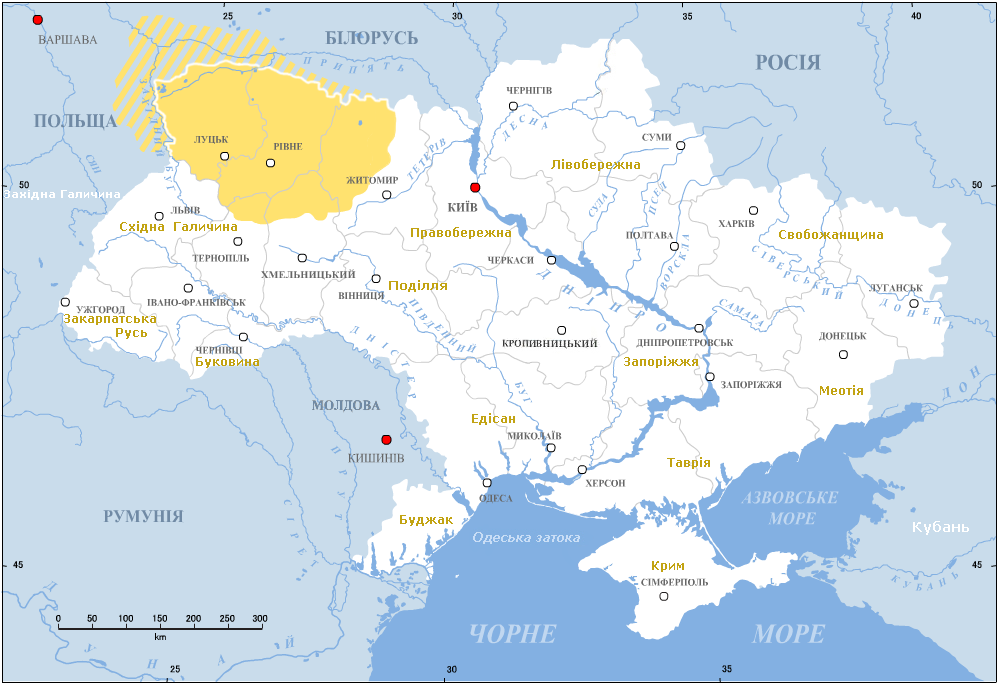
Volânia

Volânia ori Volînia (în limbile ucraineană: Волинь = Volîn', poloneză: Wołyń, belarusă: Валынь = Valîn', lituaniană: Voluinė, germană: Wolhynien ori Wolynien, rusă: Волынь = Volîn') cuprinde regiunea istorică a Ucrainei de vest, dintre râurile Prîpeat‎ și Bugul apusean, învecinându-se la sud cu Galiția și cu Podolia. 
Aceasta este una dintre cele mai vechi zone de colonizare ale slavilor în Europa. Volânia istorică este împărțită între Ucraina (regiunile Rivne, Volân și părți din Tarnopol, Jitomir, Hmelnîțkîi), Belarus și Polonia. În regiune au existat numeroase așezări evreiești precum Trohimbrid.

## Istoric

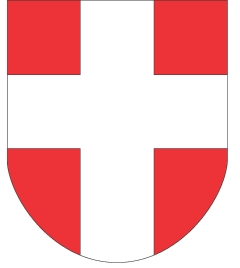
Stemă

Vechiul oraș Halici este atestat documentar pentru prima oară în 981, când a ajuns sub stăpânirea lui Vladimir cel Mare, conducătorul statului kievean rus. Istoria timpurie a Volâniei este parte integrantă a istoriei cnezatelor Halici (Galiția) și Volodimir-Volânski. Aceste două state succesoare ale Rusiei kievene au format cnezatul Halici-Volînia în secolele al XII-lea și al XIV-lea. 
După dezintegrarea marelui cnezat Halici-Volânia, în jurul anului 1340, regatul Polonia și Marele Ducat al Lituaniei au împărțit regiunea între ele, polonezii luând vestul, iar lituanienii estul Volâniei. După 1569, Volânia a fost reunită într-o provincie a statului polono-lituanian. În această perioadă, în Volânia s-au strămutat numeroși polonezi și evrei. Bisericile romano catolică și greco-catolică au devenit dominante în regiune și numeroase biserici ortodoxe au fost trecute forțat sub jurisdicția Bisericii Unite. În regiune au început să apară așezări agricole ale menoniților, a căror primă atestare documentară datează din 1783. 
După cea de-a treia împărțirea Poloniei din 1795, Volânia a fost inclusă în Imperiul Rus. La sfârșitul secolului al XIX-lea, în Volânia au fost colonizați peste 200.000 de etnici germani, (cei mai mulți emigrați din Polonia Congresului) și un număr mic de cehi. Deși regiunea se dezvolta relativ rapid din punct de vedere economic, Volânia era totuși în perioada premergătoare izbucnirii primului război mondial regiunea avea un caracter preponderent agrar. 
În 1921, după încheierea războiului polono-sovietic, tratatul de pace de la Riga a stabilit între altele împărțirea Volâniei între Polonia și Uniunea Sovietică. Polonia a ocupat cea mai mare parte a regiunii, înființând Voievodatul Wołyń. Cea mai mare parte a Volâniei estice a devenit parte a regiunii Jîtomîr. 

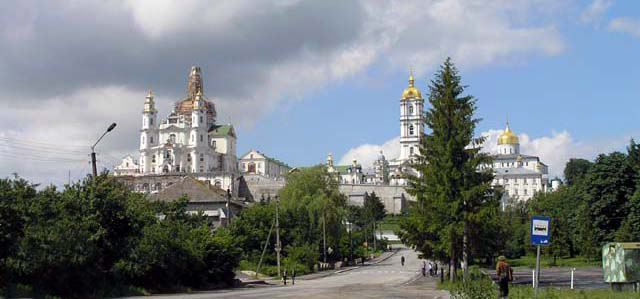
„Pociaiska Lavra”, centrul spiritual al creștinismului ortodox din Volânia

În perioada 1935-1938, Stalin a ordonat deportarea polonezilor din Volânia răsăriteană – prima deportare pe criterii etnice din istoria Uniunii Sovietice.
În 1939, după semnarea Pactului de neagresiune sovieto-german, tot teritoriul Volâniei a trecut sub control sovietic. În cursul transferului de populații care au urmat după împărțirea Poloniei între URSS și Germania Nazistă, comunitățile germane din regiune au fost strămutate în regiunile poloneze anexate de Germania Nazistă. Spre sfârșitul celui de-al doilea război mondial, autoritățile naziste au evacuat așezările germane. Cele mai multe așezări evreiești și poloneze din zonă au fost distruse în timpul campaniei naziste de epurare etnică (vezi și: Holocaust și Armata Insurecțională Ucraineană). Volânia a rămas provincie a URSS după cel de-al doilea război mondial. Polonezii rămași în regiune au fost în marea lor majoritate expulzați în Polonia în 1945. După desființarea Uniunii Sovietice, Volânia a devenit provincie a Ucrainei independente. 

## Legări externe
- „The Journey to Trochenbrod and Lozisht”
- Harta regiunii Volinia din Imperiul Țarist
- Menoniții volânieni elvețieni
- Germanii din Volânia Arhivat în 20 ianuarie 2019, la Wayback Machine.
- Germanii din Volânia